# Хомосексуалност у ДСМ приручнику
Хомосексуалност у ДСМ класификацији кроз неколико деценија претрпела је велике промене у различитим издањима Дијагностичког и статистичког приручника за менталне поремећаје (ДСМ) које је објавило Америчко удружење психијатара (АПА). У првом издању (ДСМ-1 ) из 1952. и другом издању (ДСМ-2 ) из 1968. године хомсексуалност је класификована као сексуална девијација, сврстна у "парафилију". У децембру 1973. године, Одбор Америчког психијатријског удружења (АПА) гласао је за уклањање хомосексуалности из ДСМ и замену за поремећај сексуалне оријентације. У априлу 1974. одлуку Одбора је на референдуму подржало је 58% чланова Друштва са правом гласа . Наредних година у ДСМ-3 је ово даље модификовао у "его-дистоничну хомосексуалност", пре него што је коначно избацио хомосексуалност као болест из ДСМ-3-Р (и наредних издања).
Главни фактор који је утицао на измену става у Одбору Америчког психијатријског удружења да изврши депатологизацији хомосексуалности била је активност геј активиста. Такође су била важна и: истраживања изван психијатрије (сексолошка, психолошка, антрополошка и биолошка), мишљења неких лекара који су доводили у питање традиционални приступ хомосексуалности, растућа антипсихијатрија и утицај млађе генерације психијатара . Геј активисти су, кроз разне облике друштвеног протеста, извршили притисак на псијатријску заједницу и Одбор Америчког психијатријског удружења како би променили став психијатрије . Препознајући тадашње психијатријске теорије као главни узрок друштвене стигме које су хомосексуалци су пореметили ток годишњих састанака Америчког удружења психијатара 1970. и 1971. године. А онда су, у годинама 1971–1973, учествовали у званичним разговорима са психијатрима.
Данас постоји научни консензус да је хомосексуалност нормална варијанта људске сексуалности, што потврђују изјаве бројних научних организација, укључујући и Светску здравствену организацију, Светско психијатријско удружење , Панамеричку здравствену организација, Америчко психијатријско удружење, Америчко психолошко удружење, Америчко психоаналитичко удружење и Америчко медицинско удружење.

## Догађаји у периоду од 1948. до1969.

### Кинзијев извештај и анализа Форда и Бича
Након Другог светског рата, психоанализа је стекла доминантан утицај у америчкој психијатрији. У то време извор психијатријског знања о хомосексуалности биле су нерепрезентативне студије о пацијентима или затвореницима . А онда су поједини научници оспорили психијатрију која патологизира хомосексуалност . Први изазов поставили су биолог Алфред Чарс Кинзи и његове колеге, као и антрополог Clellan Ford и биолог Frank Beach.
Кинзи је 1948. године објавио извештај о сексуалности америчких мушкараца - сексуално понашање код мушкараца, у коме су многи људи били шокирани његовим резултатима јер су учесници студије признали различита сексуална понашања, укључујући и она која нису друштвено прихватљива, па чак и забрањена законом. Најконтроверзнији су били (и још увек јесу) подаци о хомосексуалности. Кинзи је утврдио да је 37% мушкараца имало барем једно хомосексуално искуство које је завршило оргазмом, 10% мушкараца је било претежно хомосексуално најмање 3 године свог живота, а 4% мушкараца је било искључиво хомосексуално током свог живота. Ови резултати су показали да је највероватније хомосексуалност чешћа појава него што се раније мислило и оспорили су мишљење да је то неприродно. Међутим треба имати у виду да испитаници нису представљали репрезентативан узорак америчког друштва, због чега су Кинзијеви подаци о хомосексуалности били прецењени.
Године 1951, антрополог Clellan Ford и биолог Frank Beach објавили су обрасце сексуалног понашања односно сексуално понашање различитих људских заједница и различитих врста животиња (посебно примата), и открили да је хомосексуалност редовна појава у природи и да се одређене врсте истополног сексуалног понашања сматрају нормалним и да су прихваћене у 49 од 76 заједница.

### Публикација ДСМ-1
Године 1952. хомосексуалност је класификована као сексуална девијација и и под тим називом укључен је међу социопатске поремећаје личности у првом издању Дијагностичког и статистичког приручника о менталним поремећајима (ДСМ-1 ) Америчког удружења психијатара . У ову групу сексуалних девијација спадају и: т
- трансвестизам ,
- педофилија,
- фетишизам,
- садизам.

У приручнику је је наведено...да су људи којима је дијагностикован социопатски поремећај личности: „првенствено болесни у смислу социјалне и адаптације на доминантно културно окружење, а не само са становишта личне непријатности и односа са другим људима“ .

### Хокерова студија
Други изазов за психијатрију било је револуционарно истраживање психологичарке Евелин Хокер , објављено 1957. године  у Journal of Projective Techniques, у коме је приказан однос између сексуалне оријентације и психопатологије . То је била прва студија која је упоредила психијатријски необрађене хомосексуалце који нису били у затвору са сличном групом хетеросексуалаца .
Хомосексуалци за ову студију су регрутовани од стране калифорнијског друштва Mattachine Society. Ауторица студије признала је да избор узорака истраживања није био случајан, јер је за његово добијање било изузетно тешко пронаћи испитанике (30 гејева различите старости и образовања) како би се исти упоредили са 30 хетеросексуалних мушкараца. Хокерова  их је испитивање спровела кроз три пројекцијска теста :
- МАПС ,
- ТАТ,
- Роршахов тест .

Добијени резултати су достављени стручњацима на процену. На основу резултата Роршаховог теста, стручњаци нису могли направити разлику између хомосексуалаца и хетеросексуалаца на статистички значајан начин, иако је у то време већина психолога сматрала да је Роршахов тест одличан показатељ менталног здравље. Данас би мали број њих вероватно проценио нечије ментално здравље на основу овог теста.
Ауторица је након ове  студије у почетку сугерисала да су хомосексуалци ментално нормални,

### Објављивање Волфенденовог извештаја у САД
Године 1963. консензус међу психијатрима о патологизацији хомосексуалности истакнут је у уводу Карла Менингера у америчком издању Волфенденовог извештај, британског документа из 1957. о правном статусу хомосексуалности и проституције . Менингер се сложио са главним закључком извештаја да добровољни хомосексуални однос међу одраслима не треба сматрати злочином, али је занемарио закључак да хомосексуалност није ментална болест, наводећи да хомосексуалност представља доказ сексуалне незрелости и инхибицију или назадовање у развоју. Без обзира на јавно мњење то говори о томе да за хомосексуалности, психијатри немају сумње у абнормалност таквог понашања .

### Публиковање ДСМ-2
У класификацији ДСМ-2 објављеној 1968. године, хомосексуалност је укључена у групу сексуалних девијација у категорију поремећаја личности и других специфичних непсихотичних поремећаја. Сексуална одступања такође укључују фетишизам, педофилију , трансвестизам, егзибиционизам, воајеризам, садизам и мазохизам.
Психијатри Irving Bieber и Charles Socarides  су крајем 1960 -их били водећи и чврсти поборници патологизације хомосексуалности .
Године 1968, хомосексуални активисти појавили су се на конвенцији Америчког лекарског удружења на којој је Charles Socarides држао предавање. Тражили су да се противницима патологизације хомосексуалности омогући учешће у дискусијама на будућим конгресима, а такође су захтевали и њихово учешће у дискусијама и спровођењу неутралних истраживања о хомосексуалности.
Убрзо након објављивања другог издања ДСМ 2, психоанализа је почела да губи популарност међу члановима Америчког удружења психијатара. Тада је група младих психијатара под називом „Млади Турци“ почела да јача, иритирана лошом систематиком и недостатком недвосмислених дијагностичких принципа и критеријума у психоаналитичкој психијатрији .

## Догађаји у периоду од 1970. до 1974.

#### Конгрес АПА у Вашингтону
Упркос позиву на конвенцију АПА, геј активисти су одлучили да поново уздрмају психијатрију. Frank Kameny, плашећи се слабости и релативног конзервативизма сопствене организације из Вашингтона, обратио се активистима из Геј ослободилачког фронта и Геј активистичке алијансе. Чланови три хомосексуалне организације удружили су снаге и пажљиво планирали напад.
Напад се догодио у мају 1971. године на састанку Америчког психијатријског удружења у хотелу Shoreham у Вашингтону . Гејеви и антиратни активисти упали су на конвенцију. Раније су демонстранти против Вијетнамског рата блокирали све мостове до града, а геј активисти блокирали су противпожарна врата која су водила до сазива. Док је био у овој просторији, Frank Kameny, је зграбио микрофон и обратио се лекарима: Психијатрија је наш инкарнирани непријатељ. Психијатрија је објавила немилосрдни рат да нас истреби. Можете то сматрати објавом рата против вас .
На званичном састанку коме су присуствовали хомосексуални активисти, Frank Kameny, је заузео нежнију позу. Панел дискусија се звала Животни стилови хомопексуалаца који нису пацијенти . Активисти су тврдили да им није потребна терапија . Larry Littlejohn је рекао: "Верујем да је хомосексуални начин живота за људе који желе да живе овако леп и да га треба ценити." И садржај и тон касније расправе сугерисали су да је свако ко се успротивио присуству геј активиста или одустао од седнице или је био приморан да ћути. Само један од присутних психијатара усудио се да их критикује рекавши да, супротно њиховим тврдњама, нису сви чланови АПА. Активисти су на то одговорили позивом психијатрима да разбију монопол над лекарима који на хомосексуалност гледају као на поремећај.
На крају састанка, Frank Kameny и Larry Littlejohn су обавестили Кента Робинсона да желе представити члановима Одбора за именовање Америчког психијатријског удружења своје захтеве за уклањање хомосексуалности из класификације менталних поремећаја. На брзину је договорен њихов састанак са Робертом Кембелом, који је на њему обећао да ће њихову поруку пренети својим колегама.

#### Прва најава промена у ДСМ
Крајем 1971. године, Радна група Америчког психијатријског удружења за социјална питања препоручила је разматрање укључивања хомосексуалности у ДСМ класификацију. Након што је примио ову препоруку, Хенри Брил, председник Одбора за номенклатуру, написао је да његов одбор има мишљења...
...да хомосексуално понашање није нужно знак менталног поремећаја и да дијагностички приручник (ДСМ) то треба да одражава.

### 1973–1974

#### Састанак Одбора за номенклатуру АПА са геј активистима
Дана 8. фебруара 1973. године, Комитет за номенклатуру Америчког психијатријског удружења састао се са одбором од седам геј активиста које је послала Геј активистичка алијанса. Место састанка био је Институт за психијатрију Универзитета Колумбија у Њујорку. Из политичких разлога, активисти су порицали да представљају хомосексуалну организацију. Њихов примарни циљ био је уклањање хомосексуалности из ДСМ приручника . Такође су хтели да покушај промене сексуалне оријентације учини неприхватљивим, чак и ако је то пацијент тражио. Намера им је била и да се лише утицаја морала на дијагнозу незаконитог сексуалног понашања. Рачунали су на чињеницу да ће, када морал више не буде играо никакву улогу, све варијанте сексуалности постати прихваћене.
Рон Голд, председник одбора активиста, залагао се за одбацивање хомосексуалности из ДСМ -а у целости, али није добио подршку других активиста. Неки од њих су хтели да се уклоне све сексуалне дисфункције , осим педофилије . Активисти су се бојали да би постављање таквог захтева у то време могло закомпликовати уклањање хомосексуалности из класификације. Тако су се међусобно договорили да ограниче свој аргумент на уклањање саме хомосексуалности.  Charles Silverstein, геј активиста, психолог по образовању, представио је Одбору за номенклатуру изјаве које подржавају брисање хомосексуалности из ДСМ-а, а које су написали гејевима наклоњени научници, и цитирали истраживање (укључујући и  студију Evelyn Hooker из 1957.) које је имало за циљ да докаже нормалност хомосексуалности. Једну од цитираних изјава написала је Wardella Pomeroya, коаутор Кинзијевог извештаја.  Док је Charles Silverstein,  и даље тврдио да је хомосексуалност класификована на моралним, а не на научним основама, и то поткрепио писмом Сигмунда Фројда мајци хомосексуалца, у којем је Фројд навео да хомосексуалност није болест. Психијатри су били импресионирани његовим говором. Пошто ниједан члан Одбора за номенклатуру АПА није био стручњак за хомосексуалност, постојало је значајно интересовање за податке које је изнео Charles Silverstein.

#### Још једно обавештење о промени ДСМ
Дана 9. фебруара, у интервјуу за Њујорк Тајмс , председник Комитета за именовање Америчког психијатријског удружења, Хенри Брил, објавио је да се нада да ће у року од неколико месеци издати саопштење о правом смеру промене приступа хомосексуалност. Као одговор на његове речи, психијатри Charles Socarides и Irving Bieber основали су Ад-хок одбор против уклањања хомосексуалности из ДСМ-2 .
У марту је Савет Друштва за психоаналитичку медицину, предвођен Charles Socarides-ом и Irving Bieber-ом, усвојио резолуцију против уклањања хомосексуалности из ДСМ -а . Институт за психоанализу је такође обавестио АПА да је Управни одбор Института једногласно усвојио идентичну резолуцију.
У пролеће 1973.  Извршно веће Америчког психоаналитичког удружења на 60. конвенцији позвало на прекид свих напора да се хомосексуалност уклони из ДСМ -а, сугеришући да је...потребно више времена за корисно проучавање и размишљање.

#### Одлука Одбора за номенклатуру АПА
Крајем јуна, Хенри Брилл је у писму Валтеру Бартону, медицинском директору АПА -е, извијестио да је Одбор за номенклатуру АПА -е "потпуно подијељен" око брисања хомосексуалности из класификације менталних поремећаја - неки психијатри су против, један до два члана подржавају брзо уклањање, а остало је неодлучна. Председавајући Одбора за номенклатуру изразио је своје мишљење у писму: „У друштвеном смислу, изгледа да постоје јаки аргументи у прилог уклањању хомосексуалности из уџбеника, али са медицинског и психијатријског становишта ствар никако није очигледна . " Брилл је такође предложио спровођење анкете на слојевитом узорку чланова Америчког удружења психијатара. Власти Друштва су одбиле његов предлог. Русселл Монрое, председник Савета за Истраживање и развој описали су то као "смешно", наводећи да се номенклатура не може разрадити гласањем. На крају, Комитет за номенклатуру није подржао предлог Роберта Спитзер -а да се хомосексуалност уклони из ДСМ -а. Спитзер је одлучио да ријеши случај слањем свог захтјева Вијећу Монрое на мишљење .

#### Одлуке Савета за истраживање и развој, Генералне скупштине и Референтног одбора АПА
У октобру 1973. одржан је састанак Већа за истраживање и развој Америчког удружења психијатара. Непосредно пре састанка, савет је примио писмо од геј активисте Рона Голда. Он је изразио забринутост због предложене нове дијагностичке категорије (поремећај сексуалне оријентације). Није му се свидело што је нова дијагноза ограничена само на хомосексуалце, јер се по његовом мишљењу, хетеросексуалне особе такође могу осећати лоше због своје сексуалне оријентације, и желе да је промене. Он је такође критиковао Спитзер-ов предлог да није признао хомосексуалност као нормалну варијанту људске сексуалности.
За неке чланове савета покушај притиска био је научно неприхватљива ситуација. Неки од њих су мислили да су Роберт Спизер и његове присталице у Одбору за номенклатуру толико брзо решили питање хомосексуалности да су више пута кршили устаљене процедуре за решавање таквих питања.
Након расправе, чланови савета су одлучили да се одлука убрза, јер је патологизација хомосексуалности постала извор патње за хомосексуалне особе. На крају, веће је размотрило Спитзер-ов захтев за уклањање хомосексуалности из уџбеника ДСМ -а и једногласно је изгласало његово усвајање.
У новембру су и Генерална скупштина и Референтни одбор АПА, уз противљење неких психијатара, већином гласова подржали предлог Роберта Спитзера .

#### Одлука Одбора АПА
Дана 15. децембра 1973. године, Одбор Америчког психијатријског удружења гласао је (13 за, 0 против, 2 уздржана) да се хомосексуалност уклони из ДСМ -а и замени поремећајем сексуалне оријентације, али је прописао да то не значи да је хомосексуалност „ нормална или вредна колико и хетеросексуалност“.
Званичници друштва очекивали су да ће геј активисти погрешно протумачити њихову одлуку: „Несумњиво, групе хомосексуалних активиста ће тврдити да је психијатрија коначно препознала хомосексуалност као нормалну, попут хетеросексуалности. али они ће погрешити.
Одбор је такође гласао (уз један уздржан глас) за резолуцију која подржава грађанска права хомосексуалаца. У резолуцији се наводи да „хомосексуалност сама по себи не омета просуђивање, стабилност, кредибилитет и способности“ и позива се на декриминализацију хомосексуалних контаката и престанак дискриминације хомосексуалаца у областима као што су запошљавање, здравствене и друге услуге, становање и издавање дозвола.
Истог дана одржана је конференција за новинаре АПА којој су присуствовали активисти из хомосексуалних организација. Алфред Фридман , председник АПА, нагласио је ограничен научни значај одлуке о депатологизацији хомосексуалности, аи истовремено нагласио њен велики друштвени значај  . Новине широм земље извештавале су овом инциденту, па су једне од њих објавиле: „Хомосексуалци су тренутно излечени“ .

#### Референдум
Психијатри, незадовољни одлукама Одбора, затражили су референдум међу члановима Америчког удружења психијатара. Дана16. децембра, на годишњој конвенцији Америчког психоаналитичког удружења у Њујорку, прикупљено је преко 200 потписа на петицији за његову организацију. Charles Socarides, иницијатор референдума, бранио га је као "чудесно демократски и важан инструмент". Irving Bieber, који се прогласио противником демократског одлучивања о научним питањима, ускратио је потребу за организовањем референдума на основу тога што је Одбор прекршио научне стандарде гласањем о уклањању хомосексуалности из ДСМ, јер ће гласање међу члановима АПА најмање одражавати научна сазнања широке групе психијатара. Челни људи АПА пристали су на референдум .
Руководство Америчког удружења психијатара покушало је да одбрани одлуку о уклањању хомосексуалности из уџбеника менталних поремећаја као научну. Socarides и Harold Voth, чланови ад хок одбора за уклањање хомосексуалности из ДСМ-2, написали су писмо свим психијатрима позивајући их да се успротиве одлуци Одбора, рекавши да је друштво под контролом геј активиста. Насупрот њима, Ron Gold и Robert Spitzer су написали писмо члановима Друштва тражећи од лекара да подрже одлуку Одбора. Њихово писмо потписали су многи истакнути психијатри, укључујући и председника Америчког удружења психијатара Алфреда Фридмана и тадашње кандидате за ту позицију. Када су Socarides и његове присталице сазнале да су писмо Ron-а Gold-а и Robert-а Spitzer-а финансирале геј организација, оптужили су руководство АПА за превару и затражили унутрашњу истрагу.
У априлу 1974. одржан је референдум на којем је учествовало преко 10.000 од приближно 17.000 чланова АПА, који су са:
- 58% (5.854) гласова подржали одлуку Управног одбора о уклањању хомосексуалности из ДСМ -а,
- док је 37.8% (3.810) гласало против .

Лекари који су се противиле уклањању хомосексуалности из класификације менталних поремећаја тврдили су да су психијатри које је Одбор прихватио обично млађи и да имају мање клиничког искуства у поступању са хомосексуалним пацијентима и гласали су на основу питања грађанских права. Разлог за овакав резултат референдума била је и чињеница да су Управни одбор и његови савезници убедили већину психијатара са правом гласа да би даље стигматизовање хомосексуалних особа као ментално болесних штетило њиховој професији. Socarides је тврдио да је позитиван ефекат референдума то што је више лекара било свесно проблема хомосексуалности, па ће вероватно бити вероватније да ће га третирати уместо да га игноришу, као што је то био чест случај у прошлости. Психијатри, чак и они који су подржали одлуку Одбора, генерално су веровали да ће и они и њихове колеге моћи ефикасније да помогну хомосексуалцима којима је помоћ заиста потребна.
У јулу је објављено седмо издање уџбеника ДСМ -2 у којем је хомосексуалност замењена новом дијагностичком категоријом - поремећајем сексуалне оријентације.
У децембру 1974. године, Управни одбор АПА одобрио је коначни извештај ад хок комисије за испитивање тока референдума. У њему се Одбор успротивио и одржавању референдума и гласању Управног одбора о научним питањима. Он је такође изјавио да ни потписници писма Ron Gold и Robert Spitzer ни Socarides нису криви за неетичко понашање, признајући да "није паметно дистрибуирати копију писма без откривања извора његовог финансирања". Како би се избегли слични догађаји у будућности, Комитет је препоручио потпуну транспарентност докумената намењених утицају на чланове Друштва.

## ДСМ-3
У ДСМ-3 хомосексуалност је пребачена на нову класификацију "Его-дистонична хомосексуалност".

## ДСМ-3-Р
У ДСМ-3-Р, такође је уклоњена нова класификација „его-дистоничне хомосексуалности“ која је у великој мери подведена под „сексуални поремећај који није другачије наведен“, што може укључивати „упорну и изражену узнемиреност због сексуалне оријентације.